# Umweltökonomik
Umweltökonomik ist eine Teildisziplin der Wirtschaftswissenschaften, die sich aus ökonomischer Sicht mit der Frage nach den Ursachen und Lösungsmöglichkeiten von Umweltproblemen unter Berücksichtigung des Allokationsproblems der knappen Umweltgüter befasst. Es werden z. B. Auswirkungen des industriellen Wirtschaftens auf die Umwelt erforscht, um daraus Empfehlungen für eine ökonomische Umweltpolitik oder für umweltverträgliche Produktionsverfahren geben zu können. Der Gegenstand der Umweltökonomik ist die Umweltökonomie; gelegentlich wird aber auch die wissenschaftliche Disziplin als Umweltökonomie angesprochen.

## Umwelt- und Ressourcenökonomik
Traditionellerweise wird zwischen der Umwelt- und der Ressourcenökonomik unterschieden. Während die Ressourcenökonomik mit der Analyse der (optimalen) Nutzung vor allem natürlicher Ressourcen befasst, werden Senken als Untersuchungsgegenstand der Umweltökonomik genannt. So kann man sagen, dass sich die traditionell verstandene Ressourcenökonomik mit den natürlichen Inputs in das Wirtschaftssystem befasst, während die Umweltökonomik die Outputs an die Natur bzw. Emissionen untersucht.
Die so verstandene Ressourcenökonomik ist wesentlich älter als die Umweltökonomik und kann bereits in den Arbeiten von David Ricardo, Thomas Robert Malthus und William Stanley Jevons (The Coal Question) erkannt werden. Ökosystemdienstleistungen und die optimale Nutzung Erneuerbarer Rohstoffe waren, mit wenigen Ausnahmen wie etwa in der zweiten Hälfte des 19. Jahrhunderts in forstwirtschaftlichen Arbeiten von Martin Faustmann und Max Preßler, anfangs kein Thema. Auch die effiziente Nutzung nicht-erneuerbarer Ressourcen, angesichts ihrer Erschöpfbarkeit, spielte in der Frühzeit der Ressourcenökonomik kaum eine Rolle; sie wurde in den ersten Jahrzehnten des 20. Jahrhunderts vorübergehend breiter thematisiert, zum Beispiel in den Arbeiten von Richard Ely, und Harold Hotelling (The Economics of Exhaustible Resources).  Die Umweltökonomik entstand erst nach dem Zweiten Weltkrieg.
Die Zweckmäßigkeit der Unterteilung in Umwelt- und Ressourcenökonomik wird häufig angezweifelt. Stattdessen werden die Begriffe Umweltökonomik (als Oberbegriff für beide Unterdisziplinen), Umwelt- und Ressourcenökonomik (s. das Fachjournal Environmental and Resource Economics) oder Ökologische Ökonomik genannt.

## Volkswirtschaftliche Umweltökonomik

### Grundlagen
Die Volkswirtschaftliche Umweltökonomik befasst sich mit der Betrachtung und Untersuchung der Beziehungen zwischen Wirtschaft und natürlicher Umwelt des Menschen. Für die ökonomische Analyse werden Umweltgüter erst unter dem Blickwinkel der Knappheit relevant. In einem marktwirtschaftlichen System mit überwiegend privaten Gütern werden Umweltgüter direkt im Konsum oder indirekt durch Einsatz im Produktionsprozess verbraucht. Knappheit fordert Anstrengungen, verbrauchte Umweltgüter wiederherzustellen, den Konsum dieser Umweltgüter einzuschränken oder einen Faktoreinsatz, der die Umwelt belastet, zu reduzieren. An dieser Stelle greift das Allokationsproblem und es stellt sich die Frage nach einer angemessenen Verteilung der Umweltgüter.

### Ausgangsproblem
Die Lösung des Allokationsproblems setzt die Kenntnis einiger Eigenschaften der Umweltgüter voraus. Ausgangspunkt der Überlegungen hinsichtlich der Ursachen von Umweltproblemen ist der Widerspruch, dass natürliche Ressourcen (wie etwa saubere Luft, reines Wasser etc.) einerseits zwar durch die zunehmende Umweltbelastung zu einem knappen, also nicht (mehr) unbegrenzt verfügbaren Gut geworden sind, sie andererseits gleichzeitig aber immer noch den Charakter freier bzw. öffentlicher Güter aufweisen. Vor diesem Hintergrund droht überall dort, wo die Nutzung von Umweltleistungen nicht geregelt ist, ihre fortwährende Ausbeutung durch Übernutzung, welche dadurch angereizt und bestärkt wird, dass aufgrund des Charakters von Umweltleistungen als öffentliches Gut die Möglichkeit zur Kostenexternalisierung bzw. zur Einnahme sogenannter „Trittbrettfahrerpositionen“ besteht. Es kommt außerdem zu zusätzlichen Belastungen, die den Individuen einer Volkswirtschaft durch die ökonomischen Aktivitäten anderer Wirtschaftssubjekte auferlegt werden. Man spricht hier von „externen Effekten“. Diese führen im Produktionssektor zu einer Abweichung zwischen privaten und gesellschaftlichen Grenzkosten, indem sie die Produktionsmöglichkeiten anderer Produzenten beeinflussen. Externe Effekte laufen zum Teil an den regulären Märkten vorbei und sind nicht in die Preissignale integriert („internalisiert“). Schäden treten in vielfältiger Weise auf: In Form bekannter Belastungen wie der Verschmutzung von Gewässern und der Ausrottung ganzer Pflanzen- und Tierarten, aber auch in Form nicht vollständig geklärter Zusammenhänge wie den unklaren Folgen des Treibhauseffektes oder Zunahme der Krebserkrankungen in Belastungsgebieten.

### Lösungsansätze
Die Lösungsmöglichkeit von Umweltproblemen liegt in dieser Perspektive auf der Hand: Gelingt es, Umweltleistungen durch ihre Integration in den Markt, also durch Verpreisung, ihrer Knappheit entsprechend zu wirtschaftlichen Gütern zu machen, so werden die bisher in Richtung Missbrauch und Übernutzung fehlgeleiteten Anreize in Richtung eines schonenden, haushälterischen Umgangs mit natürlichen Ressourcen umgepolt. Anders ausgedrückt: Erst wenn die Marktpreise, wie es Ernst Ulrich von Weizsäcker ausdrückt, die volle ökologische Wahrheit sagen, wird die Knappheit und Kostbarkeit natürlicher Ressourcen bewusst und zum Gegenstand alltäglicher wirtschaftlicher Entscheidungen. Insgesamt soll durch die Internalisierung die Leistungsfähigkeit des Marktmechanismus mit einem effizienten Allokationsergebnis auch bei Vorhandensein externer Effekte sichergestellt werden.
Instrumente, die die geforderte Marktintegration natürlicher Ressourcen leisten, nennt man marktorientierte Instrumente der Umweltpolitik. Beispiele hierfür sind Ökosteuern, Lenkungsabgaben oder der Handel von Emissionsrechten. Im Gegensatz zur Preissteuerung auf Grundlage der Ökosteuer und der Lenkungsabgaben beruht der Ansatz der Emissionszertifikate auf Mengensteuerung. Vorteil solcher Lösungen ist der davon ausgehende dynamische ökonomische Anreiz für Unternehmen wie Haushalte, im Interesse der eigenen Kostenersparnis weitere Umweltschutzmaßnahmen durchzuführen, zumindest so lange, wie die Grenzkosten zusätzlichen Umweltschutzes die Grenzkosten zusätzlicher Umweltbelastung nicht überschreiten (was sich durch eine Verschärfung von Steuersätzen oder Verknappung von Verschmutzungsrechten steuern lässt). Relevant in diesem Kontext ist das Coase-Theorem, welches die Möglichkeit untersucht, dass Schädiger (Verursacher) und Geschädigte (Betroffene) miteinander über das Niveau des externen Effekts verhandeln. Voraussetzung für eine volkswirtschaftlich effiziente Internalisierung externer Effekte durch Verhandlungen zwischen zwei Parteien ist eine eindeutige Zuweisung von Eigentumsrechten an den Umweltgütern, über die der externe Effekt vermittelt wird. Derartige ordnungsrechtliche Ansätze der Umweltpolitik hingegen (Gesetze und Verordnungen, die z. B. gewisse Verhaltensweisen oder Grenzwerte staatlicherseits vorschreiben) werden nur dort akzeptiert, wo sie zur kurzfristigen ökologischen Gefahrenabwehr dienen (z. B. FCKW-Verbot), ansonsten jedoch mit dem Verweis auf das Fehlen dynamischer Umweltschutzanreize als ineffizient beurteilt und daher abgelehnt. Ordnungsrechtliche Eingriffe werden weiterhin zugelassen, wenn die Transaktionskosten zur Umsetzung einer marktwirtschaftlichen Lösung den erhofften Effizienzgewinn überschreiten.
Das Ziel der neoklassischen Umweltökonomik besteht nicht darin, Umweltbelastungen zu mindern, sondern diese auf ihr Optimum zu beschränken. Dieses Optimum der Umweltbelastung liegt dort, wo die Grenznutzen der Umweltbelastungen gerade noch die Grenzschäden rechtfertigen.

### Spezifische Aufgaben
Meist wird die volkswirtschaftlich ausgerichtete Umweltökonomik als Teil der Wohlfahrtsökonomik begriffen. Die Umweltökonomik ist damit als eine problemspezifische Erweiterung des neoklassischen Mainstreams der Wirtschaftswissenschaften zu klassifizieren. Eine wesentliche Aufgabe besteht in der Entwicklung von Instrumenten zur Marktintegration natürlicher Ressourcen in die Entscheidungsverfahren für öffentliche und private Umwelteingriffe.
Eine weitere Aufgabe besteht in der Bewertung von Programmen und Maßnahmen mit Umweltauswirkungen unter dem Gesichtspunkt der volkswirtschaftlichen Effizienz („Umweltbewertung“). Zentrales Analyseinstrument für diese Aufgabe ist die umweltökonomisch erweiterte Kosten-Nutzen-Analyse (engl. cost–benefit analysis). Der in Deutschland größte Anwendungsbereich von Kosten-Nutzen-Analysen ist die Bundesverkehrswegeplanung, in der bislang aber nur wenige Umweltauswirkungen berücksichtigt werden. Eine wesentliche Erweiterung der umweltökonomischen Kosten-Nutzen-Analyse gegenüber der allgemeinökonomischen Kosten-Nutzen-Analyse besteht in der Nutzung der Total-Economic-Value-Ansatzes zur Ermittlung von Eingriffs-, Projekt- und Programmfolgen.
Die umweltökonomische Gesamtrechnung (UGR) der deutschen Bundes- und Landesstatistik könnte prinzipiell ähnliche Analyseaufgaben übernehmen.

## Abgrenzung zur Ökologischen Ökonomie
Wissenschaftler, die eine Ausrichtung an der Neoklassik ablehnen, neigen eher Ansätzen der Ökologischen Ökonomie zu. In der praktischen Arbeit gibt es jedoch ein Kontinuum zwischen beiden Schulen bzw. eine Überlappung der beteiligten Wissenschaftler. Manche Wissenschaftler verwenden den Begriff auch nicht in Abgrenzung von der neoklassischen Umweltökonomik, sondern als Oberbegriff, unter dem die Ressourcen- und Umweltökonomik zusammengefasst werden.

## Betriebswirtschaftliche Umweltökonomik
Die betriebliche Umweltökonomie untersucht die Auswirkungen zwischen der Umweltbelastung eines Unternehmens und seinem wirtschaftlichen Erfolg. Neben der Frage, wie die Erfüllung gesetzlicher Auflagen oder eigener Umweltziele möglichst kosteneffizient bewältigt werden kann, geht die Umweltökonomie auch der Frage nach, inwieweit ein Unternehmen ökologische Aspekte gezielt als Wettbewerbsvorteil nutzen kann. Des Weiteren soll die Umweltökonomie einem Unternehmen die Möglichkeiten aufzeigen, den umweltbezogenen Erfordernissen des Marktes, des Staates und der Gesellschaft gerecht zu werden.

## Zeitschriften
Zu den umweltökonomischen Zeitschriften gehören:
- American Journal of Agricultural Economics (AJAE)
- Ecological Economics (EE)
- Economics of Energy & Environmental Policy (EEEP)
- Environmental and Resource Economics (ERE)
- Journal of the Association of Environmental and Resource Economists (JAERE)
- Journal of Environmental Economics and Management (JEEM)
- Review of Environmental Economics and Policy (REEP)
- Land Economics
- Journal of Agricultural Economics